# Ширнак (ил)
Ширнак(тур. Şırnak) — ил на юго-востоке Турции.

## География
Ил Ширнак на юге граничит с Сирией и Ираком (Иракским Курдистаном).
Также граничит с илами: Мардин на западе, Сиирт и Ван на севере, Хаккяри на востоке.
С севера на юг территорию ила пересекает река Тигр.

## Население
Население — 353 197 жителей (2009). Большинство населения — курды.
Крупнейшие города — Ширнак (53 тыс. жителей в 2000 году), Джизре, Силопи.

## Административное деление

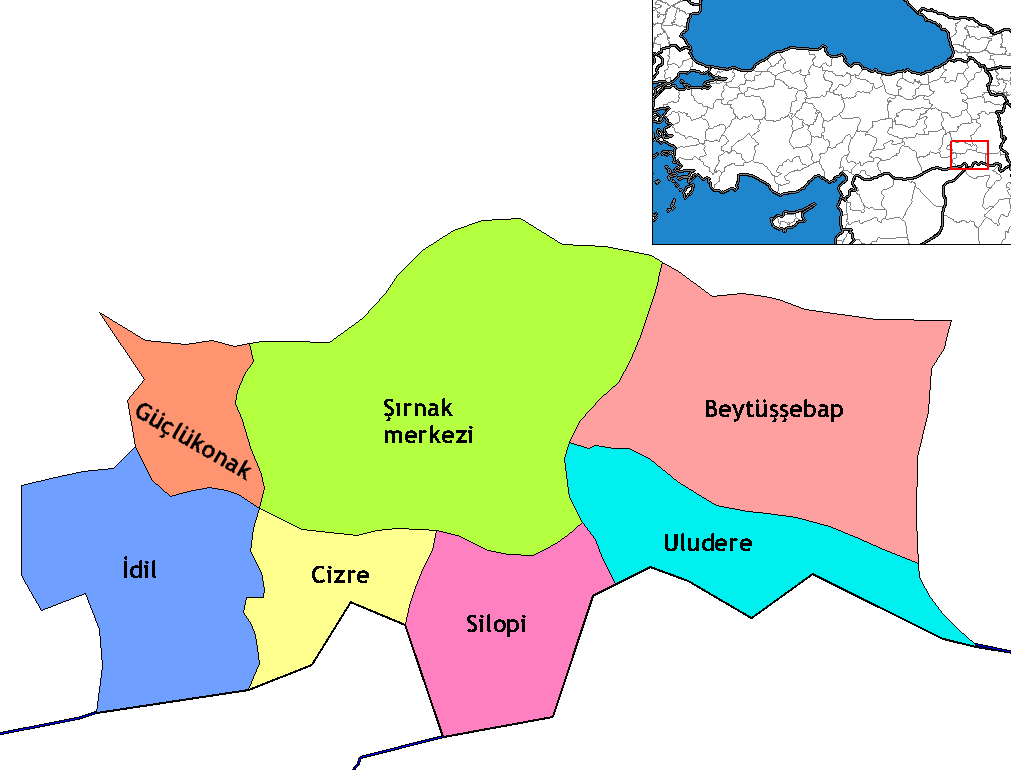

Ил делится на 7 районов:
1. Бейтюшшебап (Beytüşşebap)
2. Джизре (Cizre)
3. Гючлюконак (Güçlükonak)
4. Идиль (İdil)
5. Силопи (Silopi)
6. Ширнак (Şırnak)
7. Улудере (Uludere)

## Экономика
В декабре 2022 года районе горы Габар обнаружено сухопутное месторождение нефти с запасами в 150 миллионов баррелей. К апрелю 2024 года добыча на месторождении достигла 40 000 баррелей в сутки. Добыча ведётся на 33 скважинах. На март 2025 года объём добычи на месторождении достиг 80 000 баррелей в сутки.